# Christine Aschbacher

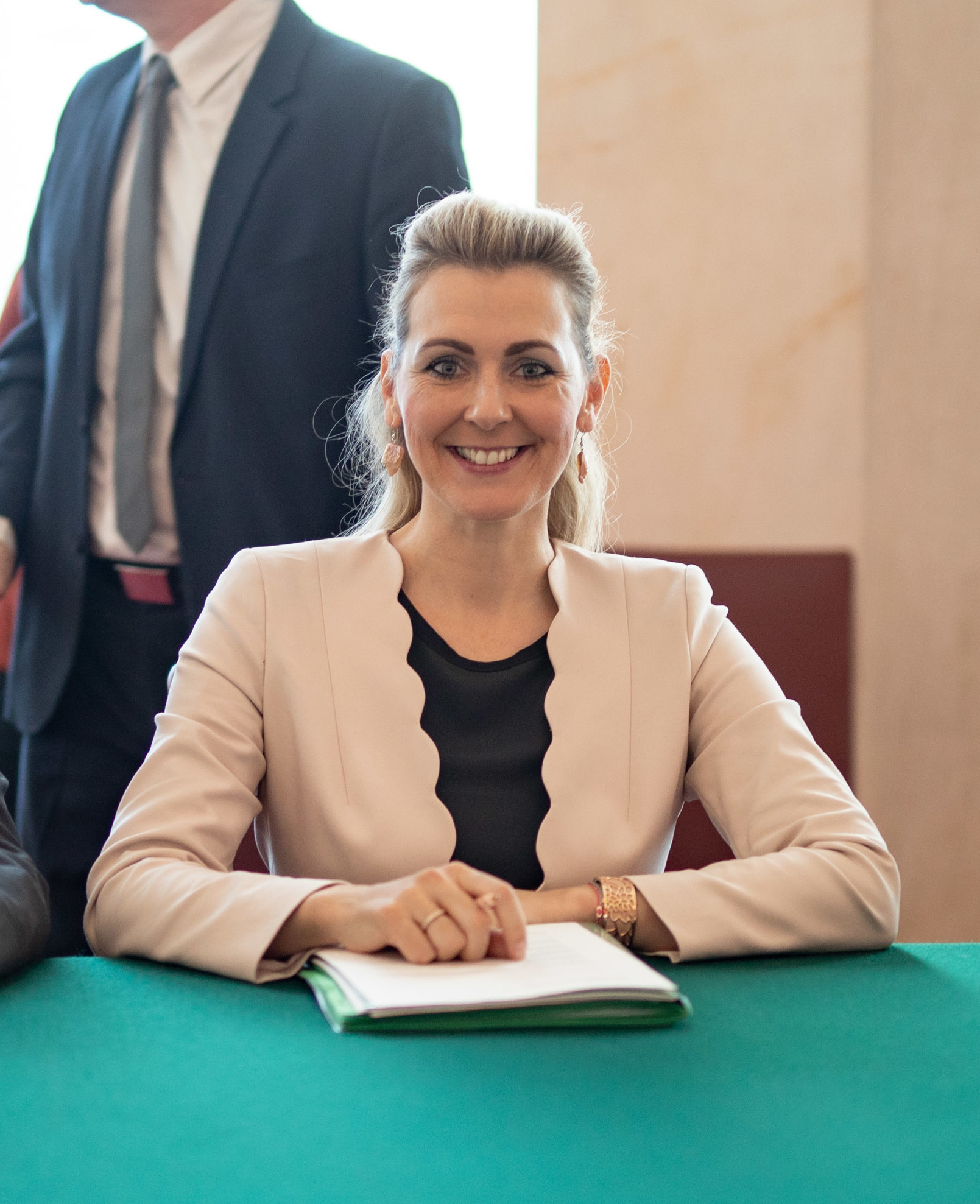
Christine Aschbacher (2020)

Christine Aschbacher (* 10. Juli 1983 als Christine Kowald in Graz) ist eine österreichische Unternehmerin und ehemalige Politikerin (ÖVP). Von 29. Jänner 2020 bis 11. Jänner 2021 war sie Bundesministerin für Arbeit, Familie und Jugend der österreichischen Bundesregierung Kurz II, bis sie wegen Plagiatsvorwürfen zurücktrat.

## Leben
Christine Aschbacher stammt aus Wundschuh bei Graz, wo sie die Volksschule besuchte. Während ihrer Schulzeit  wurde sie zur Schulsprecherin gewählt und war in den 2000er Jahren Mitglied des Bundesvorstands und Trainerin der ÖVP-nahen Österreichischen Schülerunion.

### Studium
An der Fachhochschule Wiener Neustadt studierte sie ab 2002 Management-, Organisations- und Personalberatung, Marktkommunikation und Vertrieb. Das Studium schloss sie 2006 als Magistra (FH) ab, der Betreuer ihrer Diplomarbeit Kompetenzen im Vertrieb – Anforderungen im Key Account Management war Karl Pinczolits. Außerdem studierte sie ab 2011 Industrial Engineering and Management an der Slowakischen Technischen Universität, Fakultät für Werkstoffwissenschaften in Trnava; das Studium schloss sie im August 2020 als PhD mit einer Dissertation ab. (Zu der Qualität der Arbeiten siehe unten.)
Während ihrer Ausbildung baute sie das Netz Bildungsmentoring für Schüler und Studierende mit auf. Sie selbst wurde von der früheren ORF-Moderatorin Regina Preloznik unterstützt.

### Berufliche Tätigkeit
Von 2003 bis 2006 war sie Mitarbeiterin bei Piewald Management Training, anschließend bis 2012 Consultant bei Capgemini Consulting. Von Juni 2012 bis Dezember 2013, dem Ende der Amtszeit der Regierung Faymann I, war sie im Kabinett von Finanzministerin Maria Fekter im Bundesministerium für Finanzen tätig. Von Jänner 2014 bis Oktober 2014 leitete sie als Beamtin das zentrale Risikomanagement in diesem Ministerium. Anschließend war sie bis Mai 2015 Mitglied im Kabinett von Reinhold Mitterlehner im Bundesministerium für Wissenschaft, Forschung und Wirtschaft. Seit Juni 2015 ist sie selbstständige Unternehmensberaterin, ab September 2015 betrieb sie die Agentur Aschbacher Advisory. 2017 ist sie Mitglied des Aufsichtsrates der GBG Gebäude- und Baumanagement Graz GmbH geworden. Im Jänner 2021, nachdem sie ihren Rücktritt vom Ministeramt verkündet hatte, verzichtete sie auf eine Rückkehr ins Finanzministerium, von dem sie als Beamtin für ihre anderen Tätigkeiten karenziert worden war.

### Politik
Am 31. Dezember 2019 wurde im Zuge der Regierungsbildung 2019 bekannt, dass sie in der Bundesregierung Kurz II Bundesministerin für Arbeit, Familie und Jugend werden sollte. Am 7. Jänner 2020 wurde sie als Bundesministerin ohne Portefeuille von Bundespräsident Alexander Van der Bellen angelobt, ab dem 8. Jänner war sie Bundesministerin im Bundeskanzleramt.
Am 29. Jänner 2020 wurde sie vom Bundespräsidenten nach Änderung des Bundesministeriengesetzes als Bundesministerin für Arbeit, Familie und Jugend in der Bundesregierung Kurz II angelobt.
Am 9. Jänner 2021 gab Aschbacher nach Plagiatsvorwürfen ihren Rücktritt vom Ministeramt bekannt.

### Privates
Christine Aschbacher ist verheiratet und Mutter von drei Kindern. Ihre Schwester Barbara Walch wurde 2019 Bürgermeisterin von Wundschuh. Beider Vater, Alois Kowald, war Bürgermeister der Gemeinde Neudorf ob Wildon, ihr Onkel Josef Kowald war Funktionär im Österreichischen Bauernbund und Landtagsabgeordneter.

## Plagiatsvorwürfe

### Diplomarbeit
Am 7. Jänner 2021 zeigte Stefan Weber Mängel in Aschbachers Diplomarbeit auf, die sie an der Fachhochschule Wiener Neustadt bei Karl Pinczolits eingereicht hatte. Unter anderem wurden Weber zufolge Ideen- und Textplagiate entdeckt. Neben diesen Mängeln in der wissenschaftlichen Redlichkeit hat Weber auch sprachliche Defizite aufgezeigt. Dennoch wurde die Arbeit von Pinczolits mit „sehr gut“ beurteilt, was Zweifel an den Qualitätsstandards der Fachhochschule aufwarf. Aschbacher wies die Plagiatsvorwürfe in einer Presseaussendung als „Unterstellungen“ zurück; sie habe ihre akademischen Arbeiten „stets nach bestem Wissen und Gewissen verfasst und der Beurteilung durch anerkannte Professoren vertraut“. Sie lege jedoch ihr Amt „aufgrund von Anfeindungen zum Schutz ihrer Familie“ zurück. Ein Ermittlungsverfahren wurde von der Fachhochschule Wiener Neustadt im Jänner 2021 eingeleitet, das im September 2021 urteilte, dass sie den Titel behalten dürfe, da zwar „Mängel bei der Einhaltung der Standards guter wissenschaftlicher Praxis“ vorliegen, aber „keine Täuschungsabsicht“. Grundlage für den Entscheid lieferte ein Gutachten der Österreichischen Agentur für wissenschaftliche Integrität (ÖAWI) unter dem Vorsitz von Philipp Theisohn. Stefan Weber kritisierte die ÖAWI in einem offenen Brief und bezeichnete das Vorgehen der FH Wiener Neustadt in dem Fall als „Hochschulkorruption“ und „Beschiss“.

### Dissertation
Weber monierte auch im Exposé von Aschbachers Dissertation Entwurf eines Führungsstils für innovative Unternehmen an der Slowakischen Technischen Universität Bratislava (STU) mutmaßliche Plagiate. Der Journalist Armin Wolf schrieb dazu in einem Thread auf Twitter: „Bei keiner einzigen Abbildung und keinem einzigen der insgesamt 61 Zitate/Verweise […] gibt es […] eine konkrete Seitenangabe zum zitierten Werk. Das würde wohl bei keiner VWA vor der Matura durchgehen.“
Ein ausgewiesenes Zitat aus der im Mai 2020 eingereichten Dissertation, das große sprachliche Ungereimtheiten aufzeigt:

„Vielleicht, daher ist es seltsam, dass, wenn es irgendeine eine Phrase, die garantiert wird, um mich auf den Weg, es ist, wenn jemand zu mir sagt: ‚Okay, fein. Du bist der Chef!‘“, Sagt Branson. „Was mich ärgert ist, dass in 90 Prozent der Fälle, wie, was diese Person wirklich sagen will, ist: ‚Okay, dann, glaube ich nicht mit Ihnen einverstanden, aber ich werde rollen und tun es weil sie sagen mir zu. Aber wenn es nicht klappt werde ich der Erste sein, der daran erinnern, dass es nicht meine Idee.‘“

Im englischsprachigen Original von Richard Branson, in dessen Buch Like A Virgin: Secrets They Won’t Teach You at Business School (Virgin Books, 2012) formuliert, und von Melissa Stanger im Business Insider im September 2012 zitiert, heißt es:

“Perhaps, therefore, it is odd that if there is any one phrase that is guaranteed to set me off it’s when someone says to me, ‘Okay, fine. You’re the boss!’” says Branson. “What irks me is that in 90 percent of such instances what that person is really saying is ‘Okay, then, I don’t agree with you but I’ll roll over and do it because you're telling me to. But if it doesn’t work out I’ll be the first to remind everyone that it wasn’t my idea.’”

Ein anderes Zitat, einem Artikel der Online-Ausgabe der Zeitschrift Forbes entnommen, weist sinnentstellt die Forschung des Autors Robert Tucker als jene von Aschbacher aus, in dem sie „in my work“ durch „in dieser Dissertation“ ersetzte:

„2. Führungskräfte sind in der Lage, Annahmen anzugreifen
 Annahmen sind wie Seepocken an der Seite eines Bootes; sie verlangsamen uns. In dieser Dissertation wurde mit Hunderten von Teams – angefangen von Führungskräften der C-Suite über Hochschulabsolventen bis hin zu Führungskräften der mittleren Ebene und Mitarbeitern an vorderster Front – zusammengearbeitet und einige einfache, aber leistungsstarke Techniken entwickelt, mit denen sich Führungskräfte von Annahmen lösen können.“

Das Zitat im Original in Forbes.com:

“2. You Are Adept At Assaulting Assumptions
 Assumptions are like barnacles on the side of a boat; they slow us down. In my work with hundreds of teams, ranging from C-suite executives to graduate students to mid-level managers and front line employees, I’ve developed some simple but powerful techniques to help people blast away at assumptions.”

Nach Aschbachers Rücktritt wurden Zweifel daran laut, ob die in die Dissertation eingearbeiteten Interviews tatsächlich stattgefunden haben. Einer der Geschäftsführer des Unternehmens Urbas bezweifelte, „dass bei uns jemand so einen Schmarrn von sich gibt“. Ein zweites Unternehmen teilte über eine Interviewpassage mit: „Der Inhalt hat offensichtlich gar keinen Bezug zu unserem Unternehmen und unserem Geschäft.“
Am 11. Jänner 2021 beschuldigte Weber Aschbacher, auch in dem gemeinsam mit Benjamin Schmacher und ihrem Dissertationsbetreuer Jozef Sablik verfassten wissenschaftlichen Aufsatz Managertypen aus theoretischer Sicht plagiiert und erneut keine verständliche und grammatikalisch korrekte Sprache verwendet zu haben. Dieser Aufsatz wurde am 15. April 2020 eingereicht und im Juni 2020 publiziert. Zu diesem Zeitpunkt befand sich Österreich wegen der COVID-19-Pandemie im ersten Lockdown, während Aschbacher als Arbeitsministerin dafür verantwortlich war, Mittel gegen die explodierenden Arbeitslosenzahlen zu finden.
Im Februar 2023 wurde bekannt, dass die von der Slowakischen Technischen Universität Bratislava (STU) zur Überprüfung der Vorwürfe eingesetzte Kommission „aus hausinternen Verantwortlichen, Professoren anderer slowakischer Hochschulen und ausländischen Experten für Forschungsintegrität“ zum Urteil gekommen war, dass es sich bei der Dissertation um kein Plagiat handeln würde. Die Universität veröffentlichte keine Auskunft über den Ablauf und die Details der Prüfung. Aschbacher sei „berechtigt, ihren akademischen Grad ,PhD‘ zu führen“. Der Journalist Armin Wolf schrieb auf Twitter dazu, mit diesem Prüfungsergebnis mache die STU „ihre Doktortitel praktisch wertlos“. Martin Halla vom Institut für Volkswirtschaftslehre an der Universität Linz sieht „den guten Ruf der STU, ‚falls sie den je hatte‘, mit der Bestätigung des Doktortitels für deren wissenschaftliche Arbeit ‚komplett ruiniert‘“.

## Publikationen
- Kompetenzen im Vertrieb – Anforderungen im Key Account Management. Diplomarbeit. Fachhochschule Wiener Neustadt, eingereicht im April 2006.[41]
  - Der TRIUMPHIERENDE Key Account Manager: Welche fachlichen, konzeptionellen, sozialen und persönlichen Qualifikationen führen ihn zum Erfolg? Dr. Müller (VDM), Saarbrücken 2010, ISBN 978-3-639-14887-9 (als Christine Kowald).
- Christine Aschbacher, Mirko Gejguš, Jozef Sablik: Brain Gain am Beispiel Österreich. In: Slovak University of Technology (Hrsg.): Research Papers Faculty of Materials Science and Technology in Trnava. Band 24, Nr. 37, 30. Juni 2016, S. 93–97, doi:10.1515/rput-2016-0009.
- Mirko Gejguš, Christine Aschbacher, Jozef Sablik: Comparison of the Total Costs of Renewable and Conventional Energy Sources. In: Slovak University of Technology (Hrsg.): Research Papers Faculty of Materials Science and Technology in Trnava. Band 24, Nr. 37, 30. Juni 2016, S. 99–104, doi:10.1515/rput-2016-0010 (englisch).
- Mirko Gejguš, Christine Aschbacher, Jozef Sablik: Potential for the Use of Biomass as a Prospective Renewable Energy Source. In: Slovak University of Technology (Hrsg.): Research Papers Faculty of Materials Science and Technology in Trnava. Band 25, Nr. 41, 29. Juni 2017, S. 27–30, doi:10.1515/rput-2017-0017 (englisch).
- Mirko Gejguš, Christine Aschbacher, Jozef Sablik: Analysis of Hydropower Potential Utilization of Watercourses in Slovakia. In: Slovak University of Technology (Hrsg.): Research Papers Faculty of Materials Science and Technology in Trnava. Band 25, Nr. 41, 26. September 2017, S. 31–34, doi:10.1515/rput-2017-0018 (englisch).
- mit Jozef Sablik: Entwurf eines Führungsstils für innovative Unternehmen. (slowakischer Titel: DIZAJN ŠTÝLU RIADENIA PRE INOVATÍVNU SPOLOČNOSŤ.) Dissertation. Fakultät für Werkstoffe und Technologien in Trnava an der Slowakischen Technischen Universität in Bratislava. Trvna, Mai 2021 (Volltext online (PDF; 2,3 MB) auf meineabgeordneten.at, abgerufen am 12. Jänner 2021).[33]
- Christine Aschbacher, Benjamin Schmacher, Jozef Sablik: Managertypen Aus Theoretischer Sicht. In: Slovak University of Technology (Hrsg.): Research Papers Faculty of Materials Science and Technology in Trnava. Band 28, Nr. 46, 1. Juni 2020, S. 46–51, doi:10.2478/rput-2020-0006.